# 就業が認められるための最低年齢に関する条約
就業が認められるための最低年齢に関する条約（しゅうぎょうがみとめられるためのさいていねんれいにかんするじょうやく、英語: Convention Concerning Minimum Age for Admission to Employment、略称：就業最低年齢条約、ILO第138号条約）は、国際労働機関（ILO）によって1973年に採択された条約である。

## 概要
この条約は、児童労働の実効的な廃止を確保すること及び就業が認められるための最低年齢を年少者の心身の十分な発達が確保される水準まで漸進的に引き上げることを目的としており（1条）、ILO中核的労働基準の1つである。
日本では、2000年（平成12年）5月11日に国会承認、同年6月2日に批准の閣議決定、同年6月5日に批准書寄託が行われ、同年6月8日に公布（平成12年条約第5号）及び告示（平成12年外務省告示第290号）が行われ、翌2001年（平成13年）6月5日に効力が発生した。

## 最低年齢

### 原則
加盟国の最低年齢
労働の最低年齢は、義務教育が終了する年齢を下回ってはならず、また、15歳を下回ってはならない（2条3項）。ただし、経済及び教育施設が十分に発達していない加盟国は、政労使の三者協議を経た上で、14歳とすることも認められている（2条4項）。

### 例外
年少者の健康、安全若しくは道徳を損なうおそれのある性質を有する業務又はそのようなおそれのある状況下で行われる業務については、18歳を下回ってはならない（3条1項）。この場合、業務の種類は、政労使の三者協議を経た上で、国内法令又は権限のある機関によって決定される（同条2項）。
健康又は発達に有害となるおそれがないこと等の一定の要件をみたす軽易な労働については、13歳以上15歳未満の者による就業を認める旨を定めることができる（7条1項）。
なお、経済及び行政機関が十分に発達していない加盟国は、政労使の三者協議を経た上で、当面の間、この条約を適用する範囲を限定することができる（5条1項）。

## 他の条約への影響
この条約の発効によって、特定分野の労働者に関する条約については、廃棄されたり、改正されたり、新たに批准することができなくなるという効果が生じる（10条）。

## 批准
この条約は、キューバとリビアによる寄託から1年後に発効した。